# 塩竈市杉村惇美術館

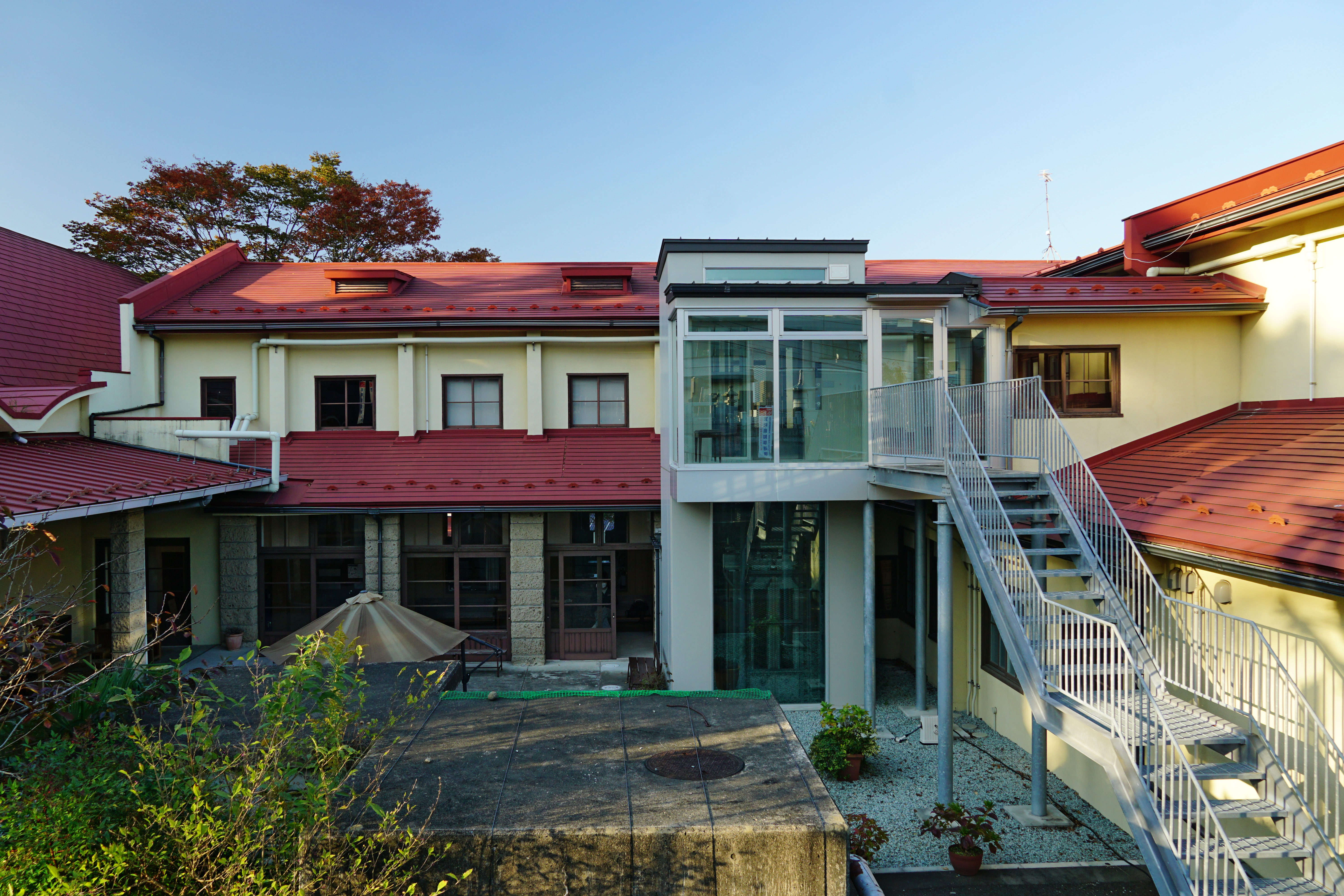
中庭側

塩竈市杉村惇美術館（しおがましすぎむらじゅんびじゅつかん）は、宮城県塩竈市にある美術館。

## 概要
1950年（昭和25年）に建造した塩竈市公民館本町分室を改装し、2014年（平成26年）11月23日に開館した。施設の建物自体が、高さ9.7mで木片編板構造の大講堂に加え、塩竈石を使用した建物として市有形文化財に指定された貴重な文化資源である。公民館と美術館の併設という特性をもつ。
年数回の企画展の開催、子どもや地域住民向けのワークショップ、音楽イベントなど多彩なプログラムを実施している。
杉村惇は第2次世界大戦後に塩竈に居を構え、20年間塩竈に住んだ塩竈ゆかりの洋画家である。市場に水揚げされた鮮魚や、港町の風景など、 数多くの作品を残した。当美術館では、これらの作品を常設展示するほか、杉村惇のアトリエ再現コーナーも設けてある。 

## 観覧料（常設展示）
- 一般　200円／高校生　100円／中学生以下　無料

企画展などがある場合は別途設定

## 開館時間・休館日
- 午前10時 - 午後５時（入館受付は午後4時30分まで）

休館日：月曜日（祝日の場合は翌日）、年末年始

## 展示内容
- 杉村惇の作品（油絵）
- キャンバス、画材として集められたランプなどで、アトリエを再現したコーナー

## 駐車場
普通車15台・有料、ロック板方式。最初の30分は無料(ロック板は上昇しない)、以後ロック板上昇、上昇後は30分150円、最大料金600円(1回の駐車につき1回限り12時間有効)

## アクセス
- 本塩釜駅（JR仙石線）から徒歩10分
- 塩釜駅（JR東北本線）から徒歩20分

## 施設利用
講習室、大講堂、企画展示室などを有料で利用できる。（要:問い合わせ）